# Kutovi
Kutovi falu Horvátországban Verőce-Drávamente megyében. Közigazgatásilag Izdenchez tartozik.

## Fekvése
Verőcétől légvonalban 51, közúton 63 km-re délkeletre, községközpontjától 5 km-re északra, Szlavónia középső részén, a Drávamenti-síkságon, az Orovička-patak partján fekszik.

## Története
A település feltehetően a 16. században török uralom idején keletkezett Boszniából érkezett katolikus vallású sokácok betelepítésével, akik a környező földeket művelték meg. Szlavónia területével együtt az 1683 és 1699 közötti háború során szabadult fel a török uralom alól. 1698-ban „pagus desertus Kuttovy” néven lakatlan településként szerepel a török uralom alól felszabadított települések összeírásában. 1722-ben III. Károly király a raholcai uradalommal együtt gróf Cordua d' Alagon Gáspár császári tábornoknak adományozta. 1730-ban Pejácsevich Antal, Miklós és Márk vásárolták meg tőle, majd 1742-ben a raholcai uradalommal együtt a Mihalovics családnak adták el.
Az első katonai felmérés térképén „Dorf Kuttovi” néven találjuk. Lipszky János 1808-ban Budán kiadott repertóriumában „Kutovi” néven szerepel. Nagy Lajos 1829-ben kiadott művében „Kutovi” néven 53 házzal, 22 katolikus és 298 ortodox vallású lakossal találjuk. 1857-ben 422, 1910-ben 660 lakosa volt. 1910-ben a népszámlálás adatai szerint lakosságának 39%-a horvát, 32%-a szerb, 22%-a magyar, 4%-a német anyanyelvű volt. Verőce vármegye Nekcsei járásának része volt. Az első világháború után 1918-ban az új szerb-horvát-szlovén állam, majd később (1929-ben) Jugoszlávia része lett. 1991-ben lakosságának 82%-a horvát, 16%-a szerb nemzetiségű volt. 2011-ben 176 lakosa volt.

## Lakossága
| Lakosság változása | Lakosság változása | Lakosság változása | Lakosság változása | Lakosság változása | Lakosság változása | Lakosság változása | Lakosság változása | Lakosság változása | Lakosság változása | Lakosság változása | Lakosság változása | Lakosság változása | Lakosság változása | Lakosság változása | Lakosság változása |
| ------------------ | ------------------ | ------------------ | ------------------ | ------------------ | ------------------ | ------------------ | ------------------ | ------------------ | ------------------ | ------------------ | ------------------ | ------------------ | ------------------ | ------------------ | ------------------ |
| 1857               | 1869               | 1880               | 1890               | 1900               | 1910               | 1921               | 1931               | 1948               | 1953               | 1961               | 1971               | 1981               | 1991               | 2001               | 2011               |
| 422                | 451                | 543                | 551                | 481                | 660                | 636                | 718                | 632                | 650                | 584                | 385                | 289                | 261                | 215                | 176                |